# Mompha concolorella
Mompha concolorella is een vlinder uit de familie van de wilgenroosjesmotten (Momphidae). De wetenschappelijke naam van de soort is voor het eerst geldig gepubliceerd in 1875 door Chambers.